# یوی کوبایاشی
یوی کوبایاشی (انگلیسی: Yui Kobayashi؛ زادهٔ ۲۳ اکتبر ۱۹۹۹) موسیقی‌دان اهل ژاپن است.